# Trwały zarząd

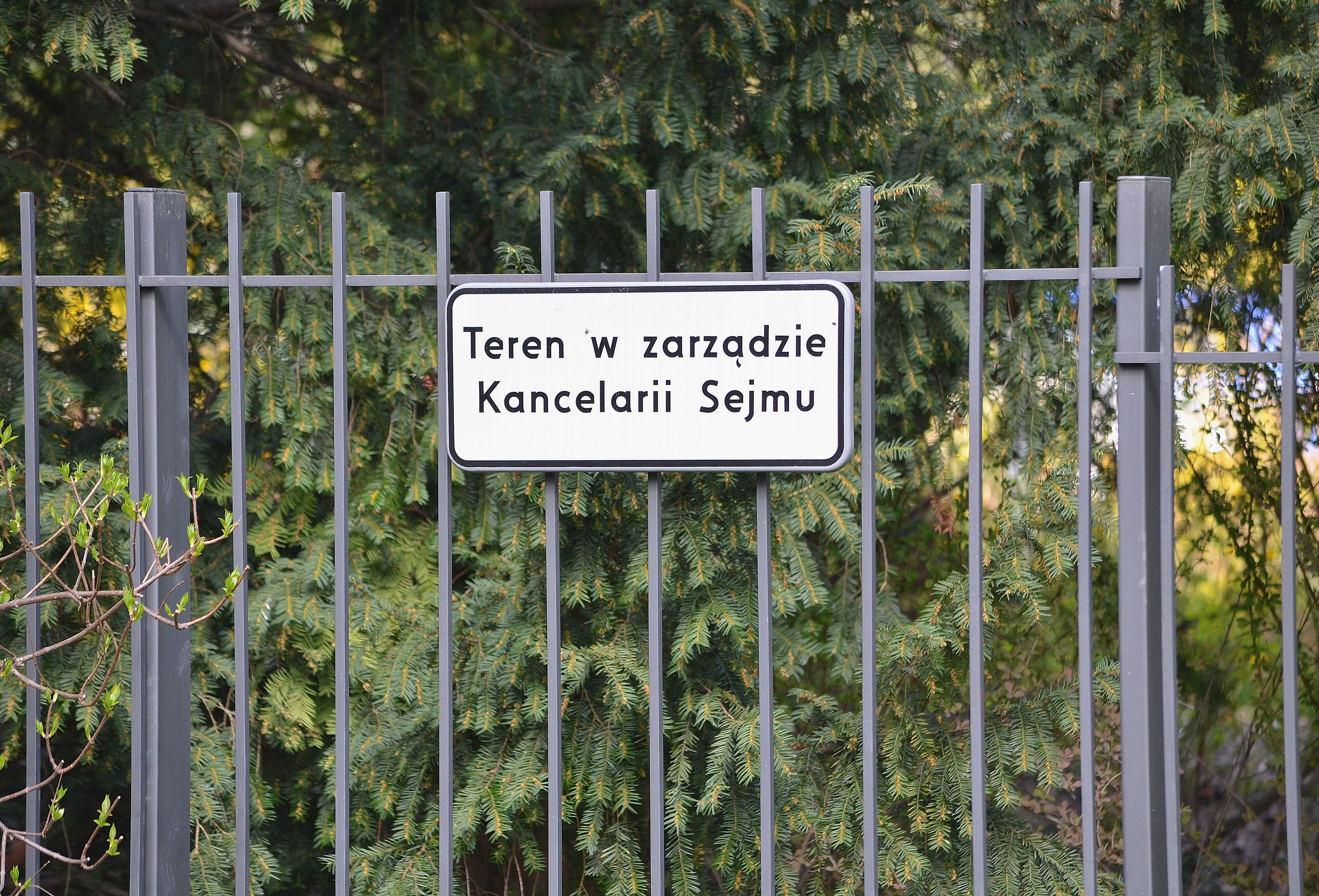
Tablica informacyjna na ogrodzeniu kompleksu budynków Sejmu i Senatu, będącego w trwałym zarządzie Kancelarii Sejmu

Trwały zarząd – regulowana przez prawo administracyjne prawna forma władania nieruchomością państwową lub samorządową przez państwową lub samorządową jednostkę organizacyjną nieposiadającą osobowości prawnej.

## Opis
W przypadku własności prywatnej uprawnienia właścicielskie wykonuje z zasady sam właściciel, a powierzenie ich wykonywania innej osobie następuje poprzez ustanowienie prawa rzeczowego albo stosunku obligacyjnego. Inaczej jest w przypadku własności przysługującej podmiotom prawa publicznego – państwu (które w obrocie cywilnoprawnym występuje jako Skarb Państwa) i jednostkom samorządu terytorialnego. Uprawnienia właścicielskie podmiotów publicznoprawnych wykonują z reguły nie one same, lecz ich jednostki organizacyjne. Należy tu podkreślić, że nie chodzi o państwowe i samorządowe (komunalne) osoby prawne, które same są właścicielami nieruchomości, lecz o państwowe i samorządowe jednostki organizacyjne nie posiadające osobowości prawnej, które nie mogą być właścicielami, ponieważ nie mają osobowości prawnej. W celu umożliwienia takiej jednostce prawidłowego gospodarowania nieruchomością należało uregulować prawa i obowiązki związane z tym władaniem, przede wszystkim określając zakres odpowiedzialności takiej jednostki wobec organu reprezentującego właściciela oraz jej uprawnienia w stosunku do posiadanej nieruchomości. Ponieważ nie mogą tu wchodzić w rachubę żadne prawa rzeczowe ani obligacyjne regulowane przez prawo cywilne, formy prawne tego władania uregulowano w prawie administracyjnym.
Prawna regulacja władania nieruchomościami przez państwowe jednostki organizacyjne – różnie zwane i mające w różnych okresach różny status – przechodziła w czasach PRL ciągłą ewolucję:
- art. 3 dekretu z dnia 26 kwietnia 1949 r. o nabywaniu i przekazywaniu nieruchomości niezbędnych dla realizacji narodowych planów gospodarczych (Dz.U. z 1949 r. nr 27, poz. 197, z późn. zm.) przewidywał oddawanie nieruchomości państwowych w zarząd i użytkowanie;
- rozporządzenia wydawane przez Radę Ministrów na podstawie art. 57 ustawy z dnia 12 marca 1958 r. o zasadach i trybie wywłaszczania nieruchomości (Dz.U. z 1958 r. nr 17, poz. 70, z późn. zm.) przewidywały wyłącznie przekazywanie nieruchomości w użytkowanie;
- art. 3 ust. 1 ustawy z dnia 14 lipca 1961 r. o gospodarce terenami w miastach i osiedlach przewidywał przekazywanie „jednostkom państwowym i organizacjom społecznym" „terenów państwowych" w użytkowanie;
- art. 4 ustawy z dnia 29 kwietnia 1985 r. o gospodarce gruntami i wywłaszczaniu nieruchomości (Dz.U. z 1985 r. nr 22, poz. 99, z późn. zm.) różnicował formy władania nieruchomościami w zależności od władającej jednostki i precyzował, że „grunty państwowe" mogą być oddawane państwowym jednostkom organizacyjnym w zarząd, a organizacjom społecznym – w użytkowanie;
- nowela do tej ustawy – z dnia 29 września 1990 r., obowiązująca od 5 grudnia 1990, jako jedyną formę władania nieruchomościami przez państwowe jednostki organizacyjne nie posiadające osobowości prawnej pozostawiła zarząd;
- w dniu wejścia w życie ustawy z dnia 21 sierpnia 1997 r. o gospodarce nieruchomościami zarząd nieruchomościami stanowiącymi własność Skarbu Państwa oraz stanowiący własność gmin, przekształcił się z tym dniem w trwały zarząd tych nieruchomości (art. 199 ust. 2).

Obecnie obowiązująca ustawa o gospodarce nieruchomościami (Dz.U. z 2023 r. poz. 344) wprowadziła instytucję trwałego zarządu, szczegółowo regulując jej treść. Jednostka organizacyjna, na rzecz której ustanowiono trwały zarząd, ma przede wszystkim prawo do korzystania z nieruchomości w celu prowadzenia działalności należącej do zakresu jej działania, a w szczególności do dysponowania nieruchomością na cele budowlane w rozumieniu prawa budowlanego, za zgodą organu nadzorującego, oraz do oddania nieruchomości w najem, dzierżawę lub użyczenie. Czas oddania nieruchomości w trwały zarząd może być oznaczony albo nie oznaczony. Trwały zarząd ustanawia i przekazuje właściwy organ, który również stwierdza jego wygaśnięcie w określonych przypadkach – w drodze decyzji administracyjnej. Takim przypadkiem jest decyzja o zezwoleniu na realizację inwestycji drogowej, która stanowi podstawę do wydania przez wojewodę albo starostę decyzji o wygaśnięciu trwałego zarządu ustanowionego na nieruchomości przeznaczonej na pas drogowy, stanowiącej własność Skarbu Państwa lub jednostki samorządu terytorialnego. Do trwałego zarządu stosuje się pomocniczo przepisy Kodeksu cywilnego o użytkowaniu.